# Palazzo Savarese
Il Palazzo Savarese è un edificio storico di Napoli, ubicato in via Materdei nel quartiere Stella.

## Storia e descrizione
Quest'edificio venne certamente eretto nella seconda metà del XVI secolo, in un periodo storico nel quale Napoli conobbe una grande espansione urbanistica. Una relazione stilata da Donato Gallarano nel 1718 riporta nella Pianta del Territorio di Fonseca la dicitura "Savarese" sull'isola che coincideva all'epoca con il palazzo in questione. La medesima relazione segnala anche i passaggi di proprietà. Esso venne censuato per la prima volta nel 1584 a Giovanni Luigi Avitabile che lo vendette 11 anni dopo a Nicola Antonio Paduano. Nel 1603 diventò del celebre scultore Michelangelo Naccherino. Nel 1630 alla morte della moglie, Delia Vitale, fu donato tramite testamento al Convento di Santa Maria della Sanità. Quest'ultimo lo vendette nel 1696 a Gaetano Milante che a sua volta lo cedette nel 1712 a Nicola Savarese. I Savarese, famiglia dalla grande tradizione giuridica, provvedettero all'ampliamento dell'edificio, del quale mantennero il possesso fino alla seconda metà del XIX secolo. Infatti, in esso vi nacquero e ci vissero i fratelli Giacomo (che nel 1856 fu investito del titolo di barone sul cognome) e Roberto Savarese (1805-1875). A quest'ultimo è intitolata la via che si apre alla sinistra del palazzo medesimo.
Il palazzo sorge su un terreno in pendio sulla collinetta di Materdei. Si innalza per quattro piani con una terrazza laterale che affaccia all'angolo tra via Materdei e via Roberto Savarese. Alla base della facciata è situato il portale in piperno modanato dall'arco a tutto sesto (forse seicentesco), sulla cui chiave di volta è collocato lo stemma dei baroni Savarese. Oltrepassato l'androne voltato a botte si giunge al primo cortile sulla cui sinistra vi è la scala aperta dall'unica arcata ribassata per piano, davanti alla quale in anni recenti è stata posizionato un ascensore. A seguire, dopo il primo cortile, vi è un altro androne che precede il secondo cortile, più grande del primo e che fu costruito dai Savarese nella prima metà del XVIII secolo, prendendo il posto del giardino dell'originaria costruzione tardo-cinquecentesca.
Allo stato attuale è adibito ad abitazioni private in non eccelse condizioni di conservazione.